# Adam Pengilly
Adam Pengilly (Taunton, 14 ottobre 1977) è uno skeletonista britannico.
La sua attività nella squadra nazionale è iniziata nel 2004, e il risultato più prestigioso ottenuto in carriera è stata la medaglia d'argento vinta ai campionati mondiali di Lake Placid 2009, battuto dallo svizzero Gregor Stähli e precedendo il russo Aleksandr Tret'jakov. Ha inoltre preso parte a sei edizioni dei europei vincendo la medaglia di bronzo a Cesana 2008.
Ha partecipato alla Coppa del Mondo di skeleton 2005/06 con i seguenti risultati:
- 9° il gennaio 2005 a Cesana Torinese, Italia
- 8° il 10 novembre 2005 alla Coppa del mondo di Calgary (Canada)
- 14° il 17 novembre 2005 a Lake Placid (USA)
- 13° l'8 dicembre 2005 a Igls (Austria)
- 6° il 15 dicembre 2005 a Sigulda (Lettonia)
- 10° il 12 gennaio 2006 a Königssee (Germania)
- 8° il 27 gennaio 2006 ad Altenberg (Germania)

Si è qualificato per i XX Giochi olimpici invernali di Torino.
- 8° il 17 febbraio 2006 ai XX Giochi olimpici invernali al Cesana Pariol

Allenato da Michael Gruenberger, risiede attualmente a Bath.